# Точинский, Антоний Северинович
Антоний Северинович Точинский (4(16).08.1888 — 16.05.1969) — советский инженер-металлург, главный инженер Главного управления металлургической промышленности ВСНХ СССР (1933—1937), член ЦИК СССР и депутат Московского городского Совета РКД, лауреат Ленинской премии (1966), беспартийный.

## Биография
Антоний Северинович Точинский родился 4 августа 1888 года (по старому стилю) в городе Знаменка Херсонской губернии. В семье вдовы машиниста он единственный из шести детей смог получить образование. Учась в Таганрогском реальном училище, а затем в Петербургском политехническом институте, он подрабатывал на жизнь репетиторством.
Вскоре после окончания института Антоний Северинович был командирован Главным артиллерийским управлением (ГАУ) в Англию в качестве инженера по приёмке снаряжения для русской армии (1914—1916).
По возвращении на родину Антоний Северинович работал сначала на Обуховском сталелитейном заводе, а затем во Владикавказе управляющим отделом промышленности в Совете Народных Комиссаров Северо-Кавказской республики (1918—1919).
С 1919 года Антоний Точинский начальник цехов, а с 1922 года — главный инженер Таганрогского металлургического завода.
В 1925 году, спустя 35 лет после Эрнеста Сенитера (см. Десульфурация сплавов железа), Точинский предложил обрабатывать сталь в ковше жидкими синтетическими шлаками для удаления из металла нежелательных примесей. Первые опыты по такой обработке стали в СССР были проведены в 1928 году, но ничем не закончились. Позднее опыты были продолжены во Франции, где Рене Перрен в 1933 году запатентовал способ обработки металла жидкими известково-глиноземистыми шлаками. Фактически обработка стали синтетическими шлаками получила в первой половине XX в. распространение только во Франции, а более широко подобные методы стали использоваться лишь с 1960-х гг.
В 1927 году Антоний Северинович становится главным инженером Мариупольского металлургического завода, а в 1933 году получает назначение на должность главного инженера Главного управления металлургической промышленности ВСНХ СССР.
Летом 1937 года Точинский был отстранён от работы в центральном аппарате наркомата и переведён на должность главного инженера и заместителя директора Магнитогорского металлургического комбината, где и был арестован в декабре 1937 года и доставлен в Москву в Бутырскую тюрьму. Точинский был заочно осуждён Военной коллегией Верховного Суда СССР на 10 лет лишения свободы.
Пребывая в заключении, в годы Великой Отечественной войны руководил группой исследователей в Особом КБ при НКВД СССР. В период с 1941 по 1945 год этой группой было создано и внедрено в производство на оборонных заводах не менее 80 научных работ, которые способствовали увеличению выпуска военной продукции и повышению её качества.
С 1946 по 1954 год Точинский работал на металлургических предприятиях Ленинграда.
С 1954 по 1963 год — Главный специалист по металлургии Государственного проектного института в Москве. В 1955 году Антоний Северинович Точинский был реабилитирован.
С 1963 года — персональный пенсионер, внештатный эксперт при Госплане СССР и РСФСР по рассмотрению проектов новых и реконструкции действующих металлургических заводов.
Антоний Северинович Точинский скончался 16 мая 1969 года. Похоронен в Москве на Востряковском кладбище.
В 1966 году Точинскому присуждена Ленинская премия за участие в разработке и внедрении технологии производства высококачественной стали различного назначения с обработкой в ковше жидкими синтетическими шлаками.

## Награды
- 1932 — Орден Ленина за номером 432
- 1935 — Орден Трудового Красного Знамени за номером 571
- 1958 — Орден Трудового Красного Знамени за номером 330 562
- 1966 — Ленинская премия

## Документальный фильм
«Творцы чудесных шлаков». Киностудия ДК Челябинского металлургического завода. 1964 год.